# Haget
Haget é uma comuna francesa na região administrativa de Occitânia, no departamento de Gers. Estende-se por uma área de 9,1 km². Em 2010 a comuna tinha 343 habitantes (densidade: 37,7 hab./km²).